# Bruno Bara
Bruno G. Bara (Milano, 28 febbraio 1949 – Milano, 7 novembre 2023) è stato uno psichiatra e psicoterapeuta italiano.
- Biografia

Bruno Bara si è laureato in medicina all'Università degli Studi di Milano nel 1973 e si è poi specializzato in psicologia medica nel 1976 presso la stessa università. È stato quindi in diverse occasioni professore invitato presso l'Università del Sussex e l'Università di Cambridge, sotto la guida dello psicologo britannico Philip Johnson-Laird, con cui ha pubblicato fondamentali lavori sul ragionamento deduttivo e sulla sua riproduzione con tecniche di intelligenza artificiale, e successivamente presso l'Università della California - Berkeley.
Ha quindi insegnato psicologia a Milano (1977-1979), all'Università di Trieste (1979-1986), all'Università di Firenze (1986-1991) e all'Università di Torino (1991-). Ha fondato, presso quest'ultima nel 1993, il Centro di ricerca in Scienza Cognitiva con il dottorato in Scienze cognitive e nel 2013 il Centro di NeuroImmagine con il dottorato in Neuroscienze. Nel biennio 2014-2015 è stato presidente della International Association for Cognitive Science, impegnandosi per una feconda interazione fra scienziati occidentali e asiatici.
La sua attività di neuroscienziato si è concentrata sulla comunicazione umana, analizzata nei suoi aspetti di sviluppo nel bambino e di pieno funzionamento nell'adulto. Ha fondato l'area della Neuropragmatica, dedicata allo studio del decadimento comunicativo dovuto a traumi o patologie cerebrali, sviluppando un diffuso protocollo per la riabilitazione linguistica ed extralinguistica. La sua teoria, conosciuta come "Pragmatica cognitiva", delinea gli stati mentali dei partecipanti a una interazione comunicativa. Si fonda su sperimentazioni con adulti e bambini, sia sani che portatori di patologie genetiche o acquisite, e su metodiche di neuroscienza come la risonanza magnetica funzionale. La Pragmatica cognitiva è considerata attualmente una delle principali teorie di riferimento nell'ambito della comunicazione, con diffusione internazionale grazie alle traduzioni dei suoi libri in inglese e cinese.
La sua attività clinica si è svolta nell'ambito della psicoterapia cognitiva, declinata in chiave costruttivista e relazionale. Il suo approccio fonda la relazione terapeutica sulle esperienze che terapeuta e paziente vivono insieme (a livello cognitivo, emotivo e incarnato) nel qui-e-ora della seduta in un contesto non giudicante e benevolente di cooperazione e fiducia reciproca. Bara considera la consapevolezza condivisa fra terapeuta e paziente come il principale fattore curativo della sofferenza psichica. Tale consapevolezza è secondo la sua teoria sperimentabile solo all'interno di una relazione abbastanza solida da permettere al paziente di esprimere in seduta le proprie modalità disfunzionali di interazione cogli altri. Questa messa in atto (enactment), se riconosciuta e adeguatamente gestita dal terapeuta, permette al paziente di distanziarsi dalla coazione a ripetere sempre gli stessi modi di agire, per poi sistematicamente ritrovarsi nelle identiche situazioni di sofferenza. Il passaggio di liberazione dagli schemi interpersonali patologici è il fulcro della sua tecnica relazionale, perché è propedeutico all'esplorazione di nuove modalità di interazione con gli altri, più efficaci e più felici delle precedenti.
È stato socio didatta della SITCC (Società Italiana di Terapia Cognitiva e Comportamentale) e direttore scientifico delle Scuole di Psicoterapia Cognitiva di Como e Torino (STPC), impostate secondo un approccio costruttivista e relazionale.

## Opere
- La simulazione del comportamento. L'intelligenza artificiale: analisi e riproduzione di attività mentali umane, Franco Angeli, 1977
- Computational models of natural language processing, Elsevier Science, Amsterdam, 1984
- Pragmatica cognitiva: I processi mentali della comunicazione, Bollati Boringhieri, 1999
- Il metodo della scienza cognitiva: Un approccio evolutivo alla simulazione della mente, Bollati Boringhieri, 2000
- Il sogno della permanenza: L'evoluzione della scrittura e del numero, Bollati Boringhieri, 2003
- Nuovo manuale di psicoterapia cognitiva (vol. I: Teoria; vol. II: Clinica; vol. III: Patologie). Bollati Boringhieri, 2005-6
- Dinamica del cambiamento e del non cambiamento, Bollati Boringhieri, 2007
- Cognitive Pragmatics. The mental processes of communication, MIT Press, Cambridge, MA, 2010
- Dimmi come sogni. Interpretazione emotiva dell'esperienza onirica, Arnoldo Mondadori Editore, 2012
- Cognitive Science: A developmental approach to the simulation of the mind, Psychology Library Editions, Routledge, London and New York, 2016
- Il terapeuta relazionale: Tecnica dell'atto terapeutico, Bollati Boringhieri, 2018
- Il corpo malato, Raffaello Cortina Editore, 2023
- Manuale di psicologia clinica e psicoterapia cognitiva. La prospettiva costruttivista e relazionale (a cura di Rita B. Ardito e Bruno G. Bara), Giovanni Fioriti Editore, 2024